# Jens Kragh Høst

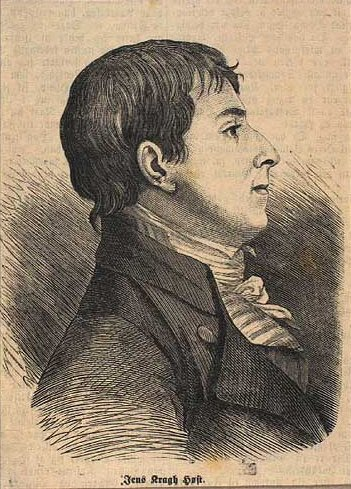
Jens Kragh Høst, ca. 1800

Jens Kragh Høst (* 15. September 1772 auf Sankt Thomas, Dänisch-Westindien; † 26. März 1844 auf Islegaarde) war ein dänischer Jurist, Historiker und Übersetzer.

## Leben
Høst kam 1776 nach Kopenhagen, trat nach Absolvierung der juristischen Studien 1800 in den Staatsdienst als Protokollsekretär und wurde 1801 Assessor am Hof- und Staatsgericht.
Von 1808 an lebte er als Privatmann ausschließlich der Literatur und starb 1844 auf Islegaarde. Høst war Mitbegründer der Skandinavischen Literaturgesellschaft und wirkte namentlich für die Einigung der drei nordischen Reiche.

## Werke
- Svenske Blade. Kjöbenhavn: Breum, 1799.
- Grev Struensee og hans Ministerium (Kopenhagen 1826–1827)
  -     - Der dänische Geheimecabinetsminister Graf Johann Friedrich Struensee und sein Ministerium: nebst Darstellung der nächst vorhergehenden und folgenden Begebenheiten in Dänemark. Schubothe, Kopenhagen 1826–1827.
- Korfits Ulfelds og Eleonore Ulfelds Historie (Kopenhagen 1825);
  - Leben und Schicksale des Reichsgrafen Korfitz Ulfeld und der Gräfin von Schleswig-Holstein Eleonore Christine. Nach d. dän. Orig. frei ins Dt. übertr. vom Kapitän v. Jensen. Königl. Taubstummen-Inst., Schleswig 1829.
- Märkvärdigheder i Kong Frederik V's Levnet. Kopenhagen 1820.
- Clio, for den fadrelandske Historie Kopenhagen 1813–1821, 4 Bde.
- Erindringer om mig og mine samtidige. Kjöbenhavn, 1835.